# Abbey Theatre
Pour les articles homonymes, voir Abbey.

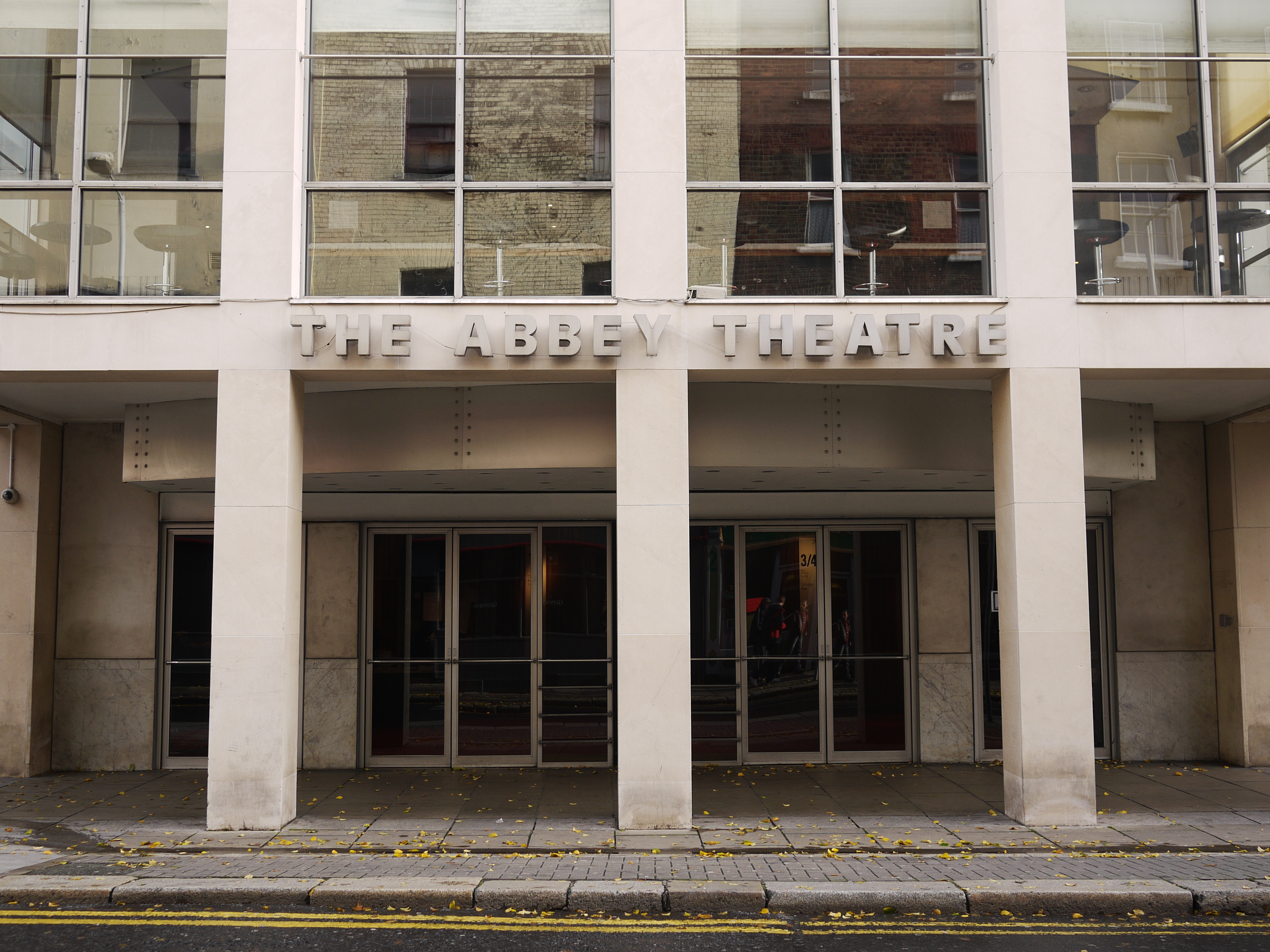
Façade de l'Abbey Theatre.

L’Abbey Theatre (« Théâtre de l’Abbaye » en français, parfois surnommé « l’Abbaye »), également désigné sous le nom de National Theatre of Ireland (Théâtre national d’Irlande), est une salle de théâtre située à Dublin, en Irlande. L’institution a ouvert ses portes au public le 27 décembre 1904 et a pu poursuivre ses activités jusqu’à aujourd’hui sans interruption majeure, malgré la destruction de ses locaux historiques par un incendie en 1951. L’Abbey Theatre est le premier théâtre du monde anglo-saxon à avoir été financé par des aides publiques : la subvention annuelle nécessaire à son fonctionnement est versée depuis 1925 par la république d'Irlande. 
À l’origine, l’endroit était étroitement associé au mouvement littéraire de la Renaissance irlandaise (Celtic revival), dont de nombreux représentants participèrent à la fondation de l’institution en y faisant jouer leurs pièces de théâtre. L’Abbaye fut ainsi le berceau de la plupart des grands dramaturges ou acteurs irlandais du XXe siècle. Depuis, l’Abbaye a engagé une politique active en matière de tournées à l’étranger, en particulier auprès du public nord-américain, ce qui a contribué à renforcer sa visibilité internationale et à en faire une véritable attraction touristique en Irlande.

## Avant l’Abbey Theatre

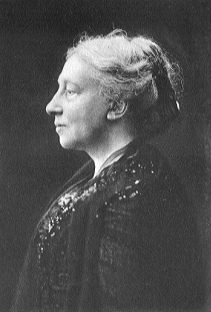
Photographie de Lady Gregory tirée de son livre Our Irish Theatre. (1913)

La fondation de l'Abbey Theatre fut le résultat de trois influences distinctes. La première d’entre elles était liée à l’échec décevant de l’Irish Literary Theatre (le Théâtre Littéraire Irlandais) : fondé par Lady Gregory, Edward Martyn et William Butler Yeats en 1899 – avec l’assistance de George Moore – ce théâtre sans local fixe présenta des pièces dans plusieurs salles telles que l’Antient Concert Rooms ou le Gaiety Theatre, pour ne rencontrer qu’un succès limité.
La seconde impulsion vint du travail de deux frères d’origine irlandaise, William et Frank Fay. William, dans les années 1890, travaillait pour une troupe itinérante sillonnant l’Irlande, l’Écosse et le pays de Galles, tandis que Frank s’était lancé dans l’art dramatique amateur à Dublin. À la suite du retour de William, les deux frères commencèrent à monter des représentations à travers la ville. Ils fondèrent finalement la W. G. Fay's Irish National Dramatic Company (Société Irlandaise Nationale d’Art Dramatique de W. G. Fay), dans le but de rechercher et engager de jeunes acteurs talentueux. En avril 1902, les frères Fay donnèrent trois représentations de Deirdre, la pièce de George William Russell, et de Cathleen Ni Houlihan, écrit par William Butler Yeats. Les deux pièces, jouées dans une modeste salle de Clarendon Street, attirèrent surtout les classes populaires plutôt que la clientèle bourgeoise habituelle des salles de théâtre. La série de représentations rencontra un grand succès, dû en partie à la performance de l’actrice Maud Gonne dans la pièce de Yeats.
Le troisième et dernier élément ayant contribué à la naissance de l’Abbaye était la présence à Dublin d’Annie Horniman. Cette Anglaise avait acquis une certaine expérience du monde théâtral après avoir participé à Londres en 1894 à la création par Florence Farr d’Arms and the Man, la pièce de George Bernard Shaw. Elle arriva en Dublin en 1903 pour y servir bénévolement de secrétaire à Yeats, et fabriquer les costumes pour la dernière réalisation de ce dernier, The King’s Threshold. C’est grâce à ses ressources financières personnelles que le théâtre de l’Abbaye put devenir une réalité.

## L'Abbey Theatreaprès Yeats
En 1924, Yeats et Lady Gregory cèdent l'Abbey au gouvernement de l'État libre d'Irlande comme cadeau au peuple irlandais. Malgré certaines réticences de la part du Département irlandais des finances, l'offre est acceptée en partie en raison de l'implication du théâtre dans la production d'œuvres en langue irlandaise. En 1925 l'Abbey devient ainsi la première compagnie de théâtre d'État du monde anglophone. Une école de théâtre et une école de ballet sont fondées l'année suivante. Cette dernière, qui a fermé ses portes en 1933, était dirigée par Ninette de Valois, qui a aussi produit nombre de chorégraphies pour les pièces de Yeats.
À la même époque, des espaces complémentaires sont acquis et un petit théâtre expérimental, le Peacock, ouvre ses portes au rez-de-chaussée du théâtre principal. En 1928 Hilton Edwards et Micheál MacLiammoir créent le Gate Theatre utilisé à l'origine par le Peacock pour présenter des œuvres importantes d'auteurs de théâtre européens et américains. Quand Denis Johnston soumet sa première pièce Shadowdance à l'Abbey, elle est rejetée par Lady Gregory et lui est retournée avec la mention The Old Lady says No (La vieille dame dit non) sur la couverture. Johnson décide alors de renommer ainsi sa pièce et elle fut jouée par le Gate dans le Peacock en 1928. 
La tradition de théâtre d'auteur de l'Abbey a survécu au retrait de Yeats par une implication quotidienne. Par exemple Frank O'Connor a siégé au bureau de 1935 à 1939 et a été régisseur à partir de 1937; deux de ses pièces y ont été données dans cette période. Malheureusement il fut contraint de renoncer après la mort de Yeats. 
Le 18 juillet 1951, le bâtiment est détruit par un incendie et seul le Peacock reste debout. La compagnie s'installe alors dans le vieux Queen's Theatre en septembre et y élit résidence jusqu'en 1966. Le Queen's a hébergé le Happy Gang, une équipe de comédiens qui produisait des farces et des pantomimes à un public énorme. Révélateur des ambitions de l'Abbey de l'époque est le fait que les deux auteurs dramatiques irlandais les plus intéressants ayant émergé dans les années 1950, Brendan Behan et Samuel Beckett, ne s'y sont pas produits. En février 1961 les ruines de l'Abbey sont démolies et des plans de reconstruction sont présentés par l'architecte irlandais Michael Scott. Le 3 septembre 1963, le président d'Irlande, Éamon de Valera pose la première pierre du nouveau théâtre. L'Abbey rouvre ses portes le 18 juillet 1966.